# Amir Khan
Amir Iqbal Khan, född 8 december 1986 i Bolton, Greater Manchester, England, är en brittisk professionell boxare som blev den yngste brittiske OS-medaljören i boxning genom tiderna när han tog OS-silver i lättviktsboxning 2004 i Aten.
Khan har under sin professionella karriär varit världsmästare i lätt weltervikt och även innehaft några mindre viktiga lättviktsbälten.